# سيباستيان أولسون (لاعب كرة قدم)
سيباستيان أولسون (بالسويدية: Sebastian Ohlsson) (26 مايو 1993 في السويد - ) هو لاعب كرة قدم سويدي في مركز مهاجم ‏. لعب مع نادي أورغريته.

## وصلات خارجية
- سيباستيان أولسون (لاعب كرة قدم) على موقع اتحاد السويد (السويدية)
- سيباستيان أولسون (لاعب كرة قدم) على موقع إي إس بي إن إف سي (الإنجليزية)
- سيباستيان أولسون (لاعب كرة قدم) على موقع قاعدة بيانات كرة القدم.إي يو (الإنجليزية)
- سيباستيان أولسون (لاعب كرة قدم) على موقع Soccerway.com (الإنجليزية)
- سيباستيان أولسون (لاعب كرة قدم) على موقع عالم كرة القدم.نت (الإنجليزية)